# Tórus palatino

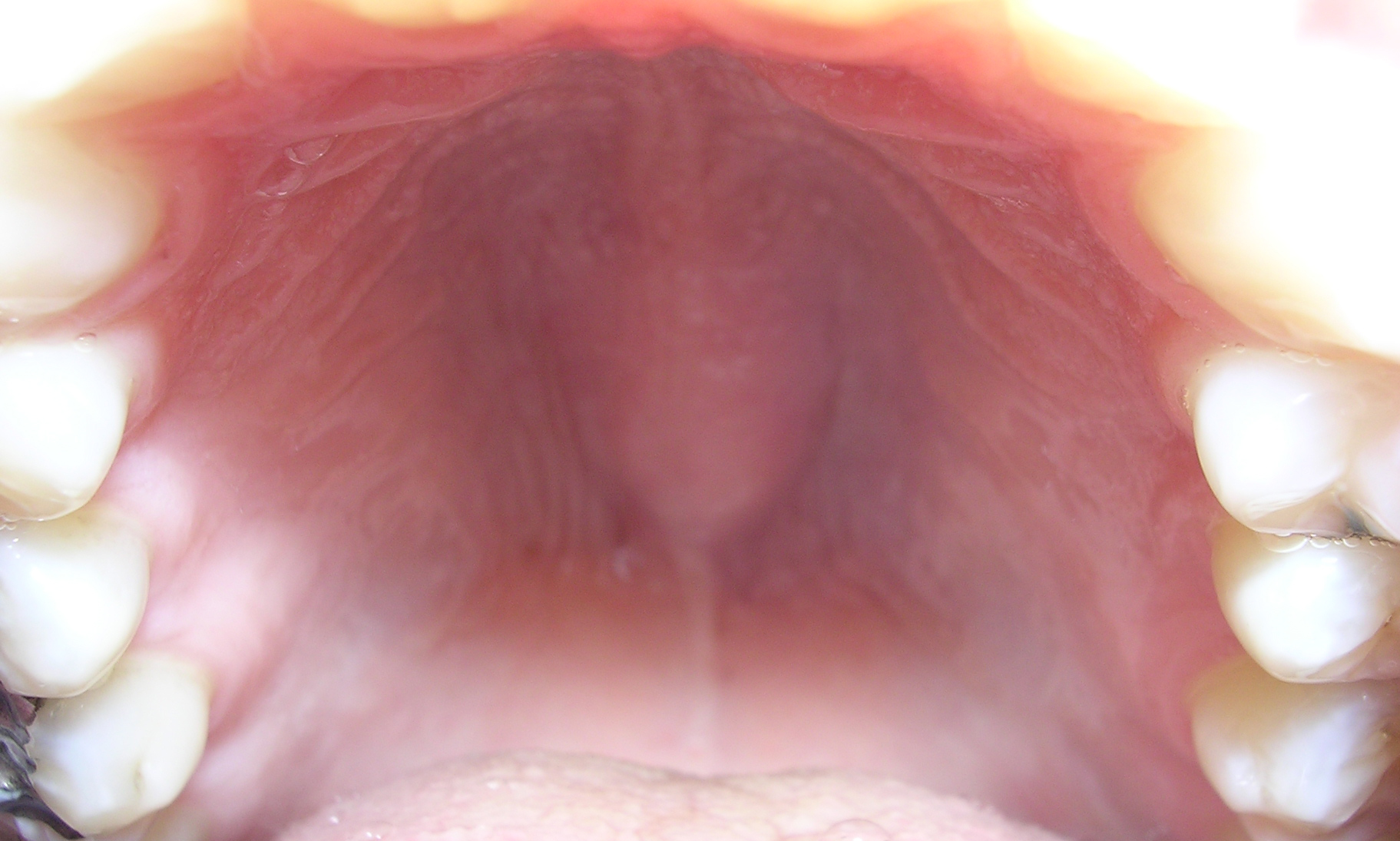

Torus palatino é um crescimento ósseo no palato, normalmente presente na linha média do palato duro. Possui diâmetro menor que 2 centímetros, mas a sua dimensão pode variar ao longo da vida.
A prevalência varia  9 a 60 por cento e são mais comuns do que ósseas crescimentos ocorridos sobre a mandíbula, conhecida como tórus mandibular. São mais comuns nos países da Ásia, e duas vezes mais comum em mulheres. Nos Estados Unidos, a prevalência é de 20% - 35% da população com resultados semelhantes entre negros e brancos.
Embora algumas pesquisas sugiram que o tórus palatino tenha traço autossômico dominante, geralmente são creditados diversos fatores. Eles são mais comuns no início vida adulta e podem aumentar de tamanho. Em algumas pessoas mais velhas, o tamanho pode diminuir devido a reabsorção óssea. Por conseguinte, acredita-se que possuem apenas influências genéticas.
Às vezes, são categorizados por sua aparência. Resultante como uma base ampla e uma superfície lisa, tórus plano estão localizadas sobre a linha média do palato e alargar simetricamente para ambos os lados. Tórus Fusiformes tem uma cume localizado na sua linha mediana. Tórus nodular  possuem múltiplos crescimentos ósseos crescimentos com sua própria base.